# Vejlby Skovbakken Aarhus (femminile)
Il Vejlby Skovbakken Aarhus (ˈvɑjlpyˌskɒwpɑkŋ̍ ˈɒːˌhuˀs), comunemente citato come VSK Aarhus nella sua forma contratta, è una squadra di calcio femminile danese, sezione dell'omonimo club con sede a Vejlby-Risskov, quartiere di Aarhus, nella regione dello Jutland Centrale.
Fino alla stagione 2019-2020 era iscritta alla Elitedivisionen, la massima divisione del campionato nazionale di categoria, disputando le partite casalinghe al Vejlby-Risskov Idrætscenter, stadio dalla capacità di 5 000 posti. Dalla stagione 2020-2021 si è associata con altri tre club istituendo una nuova squadra, la sezione femminile dell'AGF.